# Nacho Monreal
Nacho Monreal, właśc. Ignacio Monreal Eraso (wym. [ˈnatʃo monreˈal eˈɾaso]; ur. 26 lutego 1986 w Pampelunie) – hiszpański piłkarz, który występował na pozycji obrońcy. W latach 2009–2018 dwudziestodwukrotny reprezentant Hiszpanii.
W swojej karierze występował m.in. dla takich klubów jak: Arsenal, Osasuna czy Málaga. Został powołany na Mistrzostwa Świata 2018, jednak nie wystąpił w żadnym spotkaniu.

## Kariera klubowa

### Osasuna
Monreal urodził się w Pampelunie i swoją karierę rozpoczął w miejscowej Osasunie. W barwach pierwszego zespołu zadebiutował oficjalnie 22 października 2006 roku podczas przegranego 0:1 ligowego meczu z Valencią. Sezon 2006/07 zakończył z dorobkiem 10 ligowych występów, dodając także dwa mecze w eliminacjach Ligi Mistrzów oraz cztery w Pucharze UEFA, gdzie jego zespół został wyeliminowany przez Sevillę.
W sezonie 2007/2008 Monreal na stałe przebił się do pierwszego składu i utrzymał ten status przez cały okres rozgrywek.

### Málaga
10 czerwca 2011 roku Monreal podpisał pięcioletni kontrakt z Málagą, która zapłaciła za niego 6 milionów euro. W sezonie 2011/12 walczył o miejsce na lewej obronie z Eliseu i ostatecznie rywalizację tę wygrał. Przez całe rozgrywki opuścił zaledwie siedem meczów ligowych, zaś klub zakończył kampanię na czwartym miejscu, dzięki czemu po raz pierwszy w pierwszy w historii zakwalifikował się do Ligi Mistrzów. 27 stycznia 2013 roku podczas wygranego 3:2 meczu wyjazdowego z Mallorcą Monreal zdobył swoją pierwszą bramkę w barwach Málagi.

### Arsenal
31 stycznia 2013 roku Monreal uzgodnił warunki transferu do angielskiego Arsenalu, z którym związał się długoterminową umową. W nowych barwach zadebiutował dwa dni później podczas wygranego 1:0 ligowego meczu ze Stoke City.
23 lutego 2013 roku Monreal asystował Santi Cazorli przy zwycięskim golu w meczu z Aston Villą (2:1). 16 marca strzelił swojego pierwszego gola dla Arsenalu w wygranym 2:0 meczu przeciwko Swansea City.
Po przybyciu Alexisa Sáncheza w 2014 roku, Monreal przejął numer 18, który wcześniej nosił  Sébastien Squillaci.
23 sierpnia asystował Olivierowi Giroudowi przy wyrównującym golu w meczu z Evertonem. Mecz zakończył się wynikiem 2:2.
W sezonie 2014/15 Laurent Koscielny doznał kontuzji ścięgna Achillesa, co spowodowało, że Monreal został przesunięty na pozycję środkowego obrońcy na kilka meczów.
9 marca 2015 roku strzelił otwierającego gola w wygranym 2:1 meczu z Manchesterem United na Old Trafford, co pozwoliło Arsenalowi awansować do półfinałów Pucharu Anglii. Zagrał pełne 90 minut w finałowym meczu, w którym Arsenal pokonał Aston Villę 4:0 na Wembley.
19 stycznia 2016 roku podpisał nowy długoterminowy kontrakt. 23 kwietnia 2017 roku strzelił wyrównującego gola w półfinale Pucharu Anglii przeciwko Manchesterowi City, przyczyniając się do zwycięstwa.
6 listopada 2017 roku, po dobrych występach na lewej stronie trzyosobowej obrony, Monreal zdobył nagrodę Zawodnika Miesiąca za spotkania w październiku.
Nacho Monreal grał dla Arsenalu od 2013 do 2019 roku, rozgrywając łącznie 251 meczów we wszystkich rozgrywkach. W tym czasie strzelił 10 goli i zaliczył 20 asyst. Dodatkowo, Monreal był częścią linii defensywnej, która utrzymała 64 czyste konta w Premier League.

### Real Sociedad
W dniu 31 sierpnia 2019 roku dołączył do Realu Sociedad podpisując dwuletni kontrakt.
Zadebiutował w nowym klubie 14 września 2019 roku, zdobywając bramkę w meczu z Atlético Madryt, który zakończył się wynikiem 2:0.
Monreal nie grał w całym sezonie 2021-22 z powodu kontuzji kolana. 23 maja 2022 roku klub ogłosił jego odejście, a 16 sierpnia 2022 roku ogłosił zakończenie kariery w wieku 36 lat.

## Kariera reprezentacyjna
W 2007 roku Monreal otrzymał pierwsze powołanie do reprezentacji Hiszpanii do lat 21. Podczas młodzieżowych Mistrzostw Europy w 2009 roku rozpoczął wszystkie spotkania w podstawowym składzie, jednakże jego zespół odpadł już w fazie grupowej.
6 sierpnia 2009 roku Monreal został powołany do kadry A na mecz towarzyski z Macedonią. W meczu tym wszedł na murawę na ostatnie 15 minut, zmieniając Joana Capdevilę. 7 września 2010 roku wystąpił przez pełne 90 minut przegranego 1:4 towarzyskiego meczu z reprezentacją Argentyny.
Monreal był rezerwowym lewym obrońcą w reprezentacji Hiszpanii, która dotarła do finału Pucharu Konfederacji FIFA 2013. Rozegrał dwa ostatnie mecze grupowe, w tym zwycięstwo 10–0 nad reprezentacją Tahiti, gdzie asystował przy golu Davida Villi.
Strzelił swojego pierwszego gola dla Hiszpanii 12 listopada 2016 roku w wygranym 4–0 meczu z Macedonią i został wybrany do składu na Mistrzostwa Świata 2018 w Rosji.

## Statystyki kariery

### Klubowej
(aktualne na dzień 14 sierpnia 2016 roku)
| Klub               | Sezon              | Liga               | Liga  | Liga   | Puchar kraju | Puchar kraju | Puchar ligi | Puchar ligi | Europa | Europa | Inne  | Inne   | Suma  | Suma   |
| Klub               | Sezon              | Liga               | Mecze | Bramki | Mecze        | Bramki       | Mecze       | Bramki      | Mecze  | Bramki | Mecze | Bramki | Mecze | Bramki |
| ------------------ | ------------------ | ------------------ | ----- | ------ | ------------ | ------------ | ----------- | ----------- | ------ | ------ | ----- | ------ | ----- | ------ |
| Osasuna B          | 2004/05            | Segunda División B | 1     | 0      | –            | –            | –           | –           | –      | –      | –     | –      | 1     | 0      |
| Osasuna B          | 2005/06            | Segunda División B | 35    | 3      | –            | –            | –           | –           | –      | –      | –     | –      | 35    | 3      |
| Osasuna B          | Ogólnie            | Ogólnie            | 36    | 3      | 0            | 0            | 0           | 0           | 0      | 0      | 0     | 0      | 36    | 3      |
| Osasuna            | 2006/07            | Primera División   | 10    | 0      | 3            | 0            | –           | –           | 6      | 0      | –     | –      | 19    | 0      |
| Osasuna            | 2007/08            | Primera División   | 27    | 1      | 0            | 0            | –           | –           | –      | –      | –     | –      | 27    | 1      |
| Osasuna            | 2008/09            | Primera División   | 28    | 0      | 1            | 0            | –           | –           | –      | –      | –     | –      | 29    | 0      |
| Osasuna            | 2009/10            | Primera División   | 31    | 1      | 6            | 0            | –           | –           | –      | –      | –     | –      | 37    | 1      |
| Osasuna            | 2010/11            | Primera División   | 31    | 1      | 1            | 0            | –           | –           | –      | –      | –     | –      | 32    | 1      |
| Osasuna            | Ogólnie            | Ogólnie            | 127   | 3      | 11           | 0            | 0           | 0           | 6      | 0      | 0     | 0      | 144   | 3      |
| Málaga             | 2011/12            | Primera División   | 31    | 0      | 2            | 0            | –           | –           | –      | –      | –     | –      | 33    | 0      |
| Málaga             | 2012/13            | Primera División   | 14    | 1      | 3            | 0            | –           | –           | 4      | 0      | –     | –      | 21    | 1      |
| Málaga             | Ogólnie            | Ogólnie            | 45    | 1      | 5            | 0            | 0           | 0           | 4      | 0      | 0     | 0      | 54    | 1      |
| Arsenal            | 2012/13            | Premier League     | 10    | 1      | 1            | 0            | 0           | 0           | 0      | 0      | –     | –      | 11    | 1      |
| Arsenal            | 2013/14            | Premier League     | 23    | 0      | 3            | 0            | 2           | 0           | 8      | 0      | –     | –      | 36    | 0      |
| Arsenal            | 2014/15            | Premier League     | 28    | 0      | 4            | 1            | 0           | 0           | 6      | 0      | 1     | 0      | 39    | 1      |
| Arsenal            | 2015/16            | Premier League     | 37    | 0      | 1            | 0            | 0           | 0           | 6      | 0      | 1     | 0      | 45    | 0      |
| Arsenal            | 2016/17            | Premier League     | 1     | 0      | 0            | 0            | 0           | 0           | 0      | 0      | –     | –      | 0     | 0      |
| Arsenal            | Ogólnie            | Ogólnie            | 99    | 1      | 9            | 1            | 2           | 0           | 20     | 0      | 2     | 0      | 132   | 2      |
| Ogólnie w karierze | Ogólnie w karierze | Ogólnie w karierze | 307   | 8      | 25           | 1            | 2           | 0           | 30     | 0      | 2     | 0      | 366   | 9      |

### Reprezentacyjnej
(aktualne na dzień 19 października 2013 roku)
| Reprezentacja  | Rok     | Występy | Gole |
| -------------- | ------- | ------- | ---- |
| Hiszpania U-19 | 2004    | 1       | 0    |
| Hiszpania U-19 | 2005    | 3       | 0    |
| Hiszpania U-19 | Ogólnie | 4       | 0    |
| Hiszpania U-21 | 2007    | 2       | 0    |
| Hiszpania U-21 | 2008    | 4       | 0    |
| Hiszpania U-21 | 2009    | 3       | 0    |
| Hiszpania U-21 | Ogólnie | 9       | 0    |
| Hiszpania      | 2009    | 2       | 0    |
| Hiszpania      | 2010    | 2       | 0    |
| Hiszpania      | 2011    | 1       | 0    |
| Hiszpania      | 2012    | 4       | 0    |
| Hiszpania      | 2013    | 6       | 0    |
| Hiszpania      | Ogólnie | 15      | 0    |

| Mecze i gole w reprezentacji | Mecze i gole w reprezentacji | Mecze i gole w reprezentacji | Mecze i gole w reprezentacji     | Mecze i gole w reprezentacji | Mecze i gole w reprezentacji | Mecze i gole w reprezentacji | Mecze i gole w reprezentacji | Mecze i gole w reprezentacji |
| #                            | Data                         | Reprezentacja                | Miejsce                          | Przeciwnik                   | Rezultat                     | Gole                         | Rozgrywki                    |                              |
| ---------------------------- | ---------------------------- | ---------------------------- | -------------------------------- | ---------------------------- | ---------------------------- | ---------------------------- | ---------------------------- | ---------------------------- |
| 1.                           | 17 września 2004             | U-19                         | Duisburg, Niemcy                 | Niemcy U-19                  | 4:1                          |                              | Mecz towarzyski              |                              |
| 2.                           | 12 kwietnia 2005             | U-19                         | Talayuela, Hiszpania             | Izrael U-19                  | 3:0                          |                              | El. ME U-19 2005             |                              |
| 3.                           | 14 kwietnia 2005             | U-19                         | Plasencia, Hiszpania             | Portugalia U-19              | 2:0                          |                              | El. ME U-19 2005             |                              |
| 4.                           | 16 kwietnia 2005             | U-19                         | Navalmoral de la Mata, Hiszpania | Francja U-19                 | 0:1                          |                              | El. ME U-19 2005             |                              |
| 1.                           | 6 lutego 2007                | U-21                         | Derby, Anglia                    | Anglia U-21                  | 2:2                          |                              | Mecz towarzyski              |                              |
| 2.                           | 16 listopada 2007            | U-21                         | Ponferrada, Hiszpania            | Polska U-21                  | 3:0                          |                              | El. ME U-21 2009             |                              |
| 3.                           | 25 marca 2008                | U-21                         | Antequera, Hiszpania             | Kazachstan U-21              | 5:0                          |                              | El. ME U-21 2009             |                              |
| 4.                           | 20 sierpnia 2008             | U-21                         | Moskwa, Rosja                    | Rosja U-21                   | 2:1                          |                              | El. ME U-21 2009             |                              |
| 5.                           | 5 września 2008              | U-21                         | Ałmaty, Kazachstan               | Kazachstan U-21              | 2:1                          |                              | El. ME U-21 2009             |                              |
| 6.                           | 9 września 2008              | U-21                         | Palencia, Hiszpania              | Rosja U-21                   | 2:0                          |                              | El. ME U-21 2009             |                              |
| 7.                           | 15 czerwca 2009              | U-21                         | Göteborg, Szwecja                | Niemcy U-21                  | 0:0                          |                              | ME U-21 2009                 |                              |
| 8.                           | 18 czerwca 2009              | U-21                         | Göteborg, Szwecja                | Anglia U-21                  | 0:2                          |                              | ME U-21 2009                 |                              |
| 9.                           | 22 czerwca 2009              | U-21                         | Göteborg, Szwecja                | Finlandia U-21               | 2:0                          |                              | ME U-21 2009                 |                              |
| 1.                           | 12 sierpnia 2009             | A                            | Skopje, Macedonia                | Macedonia Północna           | 3:2                          |                              | Mecz towarzyski              |                              |
| 2.                           | 10 października 2009         | A                            | Erywań, Armenia                  | Armenia                      | 2:1                          |                              | El. MŚ 2010                  |                              |
| 3.                           | 11 sierpnia 2010             | A                            | Meksyk, Meksyk                   | Meksyk                       | 1:1                          |                              | Mecz towarzyski              |                              |
| 4.                           | 7 września 2010              | A                            | Buenos Aires, Argentyna          | Argentyna                    | 1:4                          |                              | Mecz towarzyski              |                              |
| 5.                           | 15 listopada 2011            | A                            | San José, Kostaryka              | Kostaryka                    | 2:2                          |                              | Mecz towarzyski              |                              |
| 6.                           | 26 maja 2012                 | A                            | Sankt Gallen, Szwajcaria         | Serbia                       | 2:0                          |                              | Mecz towarzyski              |                              |
| 7.                           | 30 maja 2012                 | A                            | Berno, Szwajcaria                | Korea Południowa             | 4:1                          |                              | Mecz towarzyski              |                              |
| 8.                           | 15 sierpnia 2012             | A                            | Bayamón, Portoryko               | Portoryko                    | 2:1                          |                              | Mecz towarzyski              |                              |
| 9.                           | 7 września 2012              | A                            | Pontevedra, Hiszpania            | Arabia Saudyjska             | 5:0                          |                              | Mecz towarzyski              |                              |
| 10.                          | 6 lutego 2013                | A                            | Doha, Katar                      | Urugwaj                      | 3:1                          |                              | Mecz towarzyski              |                              |
| 11.                          | 26 marca 2013                | A                            | Saint-Denis, Francja             | Francja                      | 1:0                          |                              | El. MŚ 2014                  |                              |
| 12.                          | 8 czerwca 2013               | A                            | Miami, Stany Zjednoczone         | Haiti                        | 2:1                          |                              | Mecz towarzyski              |                              |
| 13.                          | 20 czerwca 2013              | A                            | Rio de Janeiro, Brazylia         | Tahiti                       | 10:0                         |                              | Puchar Konfederacji 2013     |                              |
| 14.                          | 10 września 2013             | A                            | Genewa, Szwajcaria               | Chile                        | 2:2                          |                              | Mecz towarzyski              |                              |
| 15.                          | 11 października 2013         | A                            | Palma de Mallorca, Hiszpania     | Białoruś                     | 2:1                          |                              | El. MŚ 2014                  |                              |
| 16.                          | 19 października 2013         | A                            | Johannesburg, Południowa Afryka  | Południowa Afryka            | 0:1                          |                              | Mecz towarzyski              |                              |

## Sukcesy

### Arsenal
- Puchar Anglii: 2013/14, 2014/15, 2016/2017
- Tarcza Wspólnoty: 2015, 2016, 2018

### Real Sociedad
- Puchar Hiszpanii: 2019/20

### Hiszpania
- 2. miejsce na Pucharze Konfederacji: 2013
- Uczestnik Mistrzostw Świata: 2018

### Indywidualne
- Nagroda dla Najlepszego Zawodnika Miesiąca według Kibiców Professional Footballers' Association (PFA): Październik 2017[14]